# ادگار لی مسترز
ادگار لی مسترز (به انگلیسی: Edgar Lee Masters) ‏(۲۶ اوت ۱۸۶۸- ۵ مارس ۱۹۵۰) شاعر، زندگینامه‌نویس و نمایشنامه‌نویس آمریکایی بود.
مسترز جمعاً دوازده نمایشنامه، بیست و یک کتاب شعر، شش رمان و شش زندگی‌نامه از جمله زندگینامه آبراهام لینکلن (۱۹۳۱) ، مارک توین (۱۹۳۸) و والت ویتمن (۱۹۳۷) چاپ کرد.